# 180857 Hofigéza
(180857) Hofigéza, denumire internațională (180857) Hofigeza, este un asteroid din centura principală de asteroizi.

## Descriere
180857 Hofigéza este un asteroid din centura principală de asteroizi. A fost descoperit pe 28 aprilie 2005 la Piszkesteto de Krisztián Sárneczky. Asteroidul prezintă o orbită caracterizată de o semiaxă mare de 2,25 ua, o excentricitate de 0,11 și o înclinație de 6,3° în raport cu ecliptica.